# Un Italien en Amérique

Un Italien en Amérique (Un italiano in America) est un film italien d'Alberto Sordi sorti en 1967,,.

## Fiche technique
Sauf indication contraire, les informations mentionnées dans cette section peuvent être confirmées par la base de données cinématographiques IMDb,  présente dans la section « Liens externes ».
- Titre : Un Italien en Amérique ou L'Amérique de mes rêves[4],[5]
- Titre original : Un italiano in America
- Réalisation : Alberto Sordi
- Scénario : Alberto Sordi, Rodolfo Sonego
- Musique : Piero Piccioni
- Société de production : Euro International Film (it)
- Pays de production :  Italie
- Langue de tournage : italien
- Format : Couleurs
- Durée : 92 minutes
- Genre : Comédie
- Dates de sortie :
  - Italie : 27 octobre 1967
  - France : 8 mars 1972[4]

## Distribution
- Alberto Sordi : Giuseppe Marozzi
- Vittorio De Sica :  Lando Marozzi
- Gray Frederickson
- Bill Dana
- Lou Perry
- Valentino Macchi
- Alice Conden